# 小纱帽胡同
39°54′36″N 116°24′32″E / 39.9101125°N 116.4089061°E

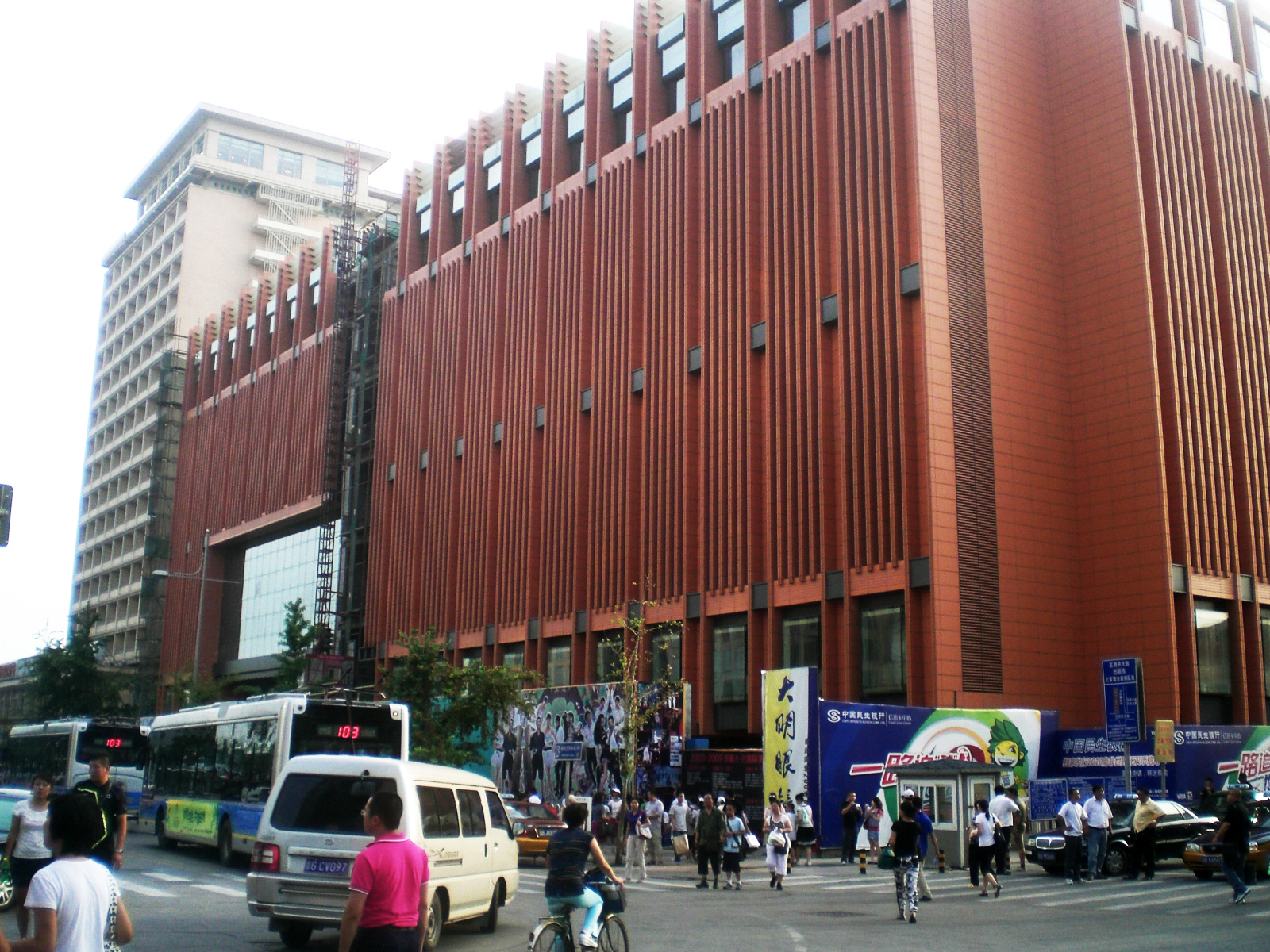
小纱帽胡同原址上兴建的北京饭店二期扩建工程

小纱帽胡同是位于中国北京市东城区中部的一条胡同。现已无存。

## 简介
小纱帽胡同呈南北走向，北端曲折，北起大纱帽胡同，南到霞公府街。明朝时，此处为出售纱帽的地方，故得名。文化大革命中，大纱帽胡同及小纱帽胡同合称“人民路二条”。后来，均恢复原名。
2006年，北京饭店二期扩建工程动工。小纱帽胡同为此被拆除。